# Villanueva de Córdoba
Villanueva de Córdoba é um município da Espanha na província de Córdova, comunidade autónoma da Andaluzia. Tem 429,52 km² de área e em 2021 tinha 8 662 habitantes (densidade: 20,2 hab./km²).

## Demografia
| Variação demográfica do município entre 1991 e 2004 | Variação demográfica do município entre 1991 e 2004 | Variação demográfica do município entre 1991 e 2004 | Variação demográfica do município entre 1991 e 2004 |
| --------------------------------------------------- | --------------------------------------------------- | --------------------------------------------------- | --------------------------------------------------- |
| 1991                                                | 1996                                                | 2001                                                | 2006                                                |
| 10402                                               | 10164                                               | 9781                                                | 9800                                                |

1. 1 2  «Cifras oficiales de población resultantes de la revisión del Padrón municipal a 1 de enero» (ZIP). www.ine.es (em espanhol). Instituto Nacional de Estatística de Espanha. Consultado em 19 de abril de 2022